# シーラ・グレアム
シーラ・グレアム（英: Sheilah Graham、1904年9月15日 - 1988年11月17日）、本名リリー・シール（英: Lily Shiel）は、イギリス出身で後にアメリカ合衆国市民権を取得したゴシップ・コラムニストで、ハリウッドの黄金時代に活躍した。ルエラ・パーソンズやヘッダ・ホッパーと共に、グレアムはハリウッドで絶大な影響力を誇ったが、この時の自身を称して「汚れたトリオの最後のひとり」（英: "the last of the unholy trio"）と回想している。
彼女はまた、F・スコット・フィッツジェラルドとの情事でも知られており、彼女の自伝を元にふたりの関係を描き、大ヒットした映画『悲愁』の中でも中心的な役柄として描かれている。
若い頃のグレアムは、ショーガールや、ロンドン・フリート街のフリーランス・ライターとして働いたほか、数編の短編と2長編を出版した。これらの初期の経験が、ハリウッドでの40年近くに渡るキャリアに集約されているとも言われる。

## 幼少期
グレアムはイングランド・リーズで生まれ、リリー・シール（英: Lily Shiel）と名付けられた。父ルイス・シール（英: Louis Shiel）と母レベッカ（旧姓ブラッシュマン、英: Rebecca Blashman）の間には8人の子供が生まれ（うち2人は死亡）、グレアムはその末っ子だった。両親はウクライナ出身のユダヤ人だった。父はポグロムから逃れた仕立て士で、彼女が幼い頃に、旅先のベルリンで結核により客死した。この後、母レベッカは、子どもたちを連れてイーストエンド・オブ・ロンドンのステップニー・グリーン・スラムにある、地下室のフラットへ移り住んだ。レベッカはほとんど英語を話せず、公衆トイレの掃除をしながら苦労して子供たちを育てた。1910年、こうした状況に苦しんだレベッカは、グレアムとそのすぐ上の息子モリスを南ロンドン・ノーウッドにあった孤児院・The Jews Hospital and Orphan Asylum（意味：ユダヤ人病院・孤児院）に入れ、グレアムはその後8年をこの施設で過ごした。グレアムの娘であるウェンディ・フェアリーは、クリケットチームのキャプテンを務めたり、ヘブライ語やエリザベス・バレット・ブラウニングの詩朗読で賞を得るなど、グレアムが孤児院を出るまでの8年に中心人物になっていたことを書き残している。またグレアムは教職に就くための訓練を受けていた。彼女が孤児院を出る時、母レベッカは癌のため死の床に就いており、グレアムは看護をするため実家に戻っている。

## キャリア

### ジョン・グレアム・ギラムとの結婚
母レベッカの死後、グレアムは短期間家政婦として働き、16歳の時に百貨店で歯ブラシの売り子として働き始め、その後ウェスト・エンドの小さなフラットに転居した。グレアムは18歳でジョン・グレアム・ギラム（英: John Graham Gillam）と結婚した。結婚生活の中で、主に夫の助けを得て、彼女は喋り方やマナーを矯正した。結婚とほぼ同時に「シーラ・グレアム」（英: Sheilah Graham）と名を改めた彼女は、王立演劇学校に通い始め、「コクランの女」（英: "Cochran's girl"）としてミュージックホールの踊り子業を始めた。
グレアムは、イギリスのミュージカル劇場で活動していた頃にプロの文筆業を始めた。夫による試練を書いた記事 "The Stage Door Johnnies, by a Chorus Girl" を『デイリー・エクスプレス』紙に掲載し、2ギニー（2.1ポンドに相当）を受け取ったとも言われている。イギリス生活中にフリーライターとして多少成功したグレアムは、2長編を出版したが、売れ行きはさっぱりだった。

### 渡米
1933年、グレアムは成功を求めて単身渡米し、イギリスに残した夫とは1937年6月に離婚した。イギリスで収めていたささやかな文筆業の成功は、ニューヨークでレポーター業を得る助けとなり、彼女は『ニューヨーク・ミラー』紙や『ニューヨーク ジャーナルアメリカン』紙で働いた。グレアムは精力的にスクープ記事を追い求め、センセーショナルな見出しを付けた記事をいくつも書いた。その内のひとつは "Who Cheats Most in Marriage?"（1番浮気性なのは？）と称したもので、これは様々な民族の男性について結婚後の不誠実さを比較した記事だった。
1935年にグレアムは、北米新聞連合 (North American Newspaper Alliance; NANA) の長だったジョン・ネヴィル・ウィーラーから、NANAに寄稿するハリウッドに関するコラムを書かないかと持ちかけられた。彼女はハリウッドで、遠慮無い語り口と映画産業への感性を鍛えることになった。自伝 "A College of One" の中でグレアムは、「悪名高いほど無学な」（英: "notoriously ignorant"）映画制作者たちと渡り合った経験と、ジャーナリスト・シナリオライター仲間と働く間に自分の乏しい教育・経験へ感じた不安という相反する2者を、ロバート・ベンチリー、マーク・コネリー、ドロシー・パーカー、F・スコット・フィッツジェラルドなど、長年親密に交際した友人に触れつつ語っている。

### ハリウッドでの生活とフィッツジェラルド

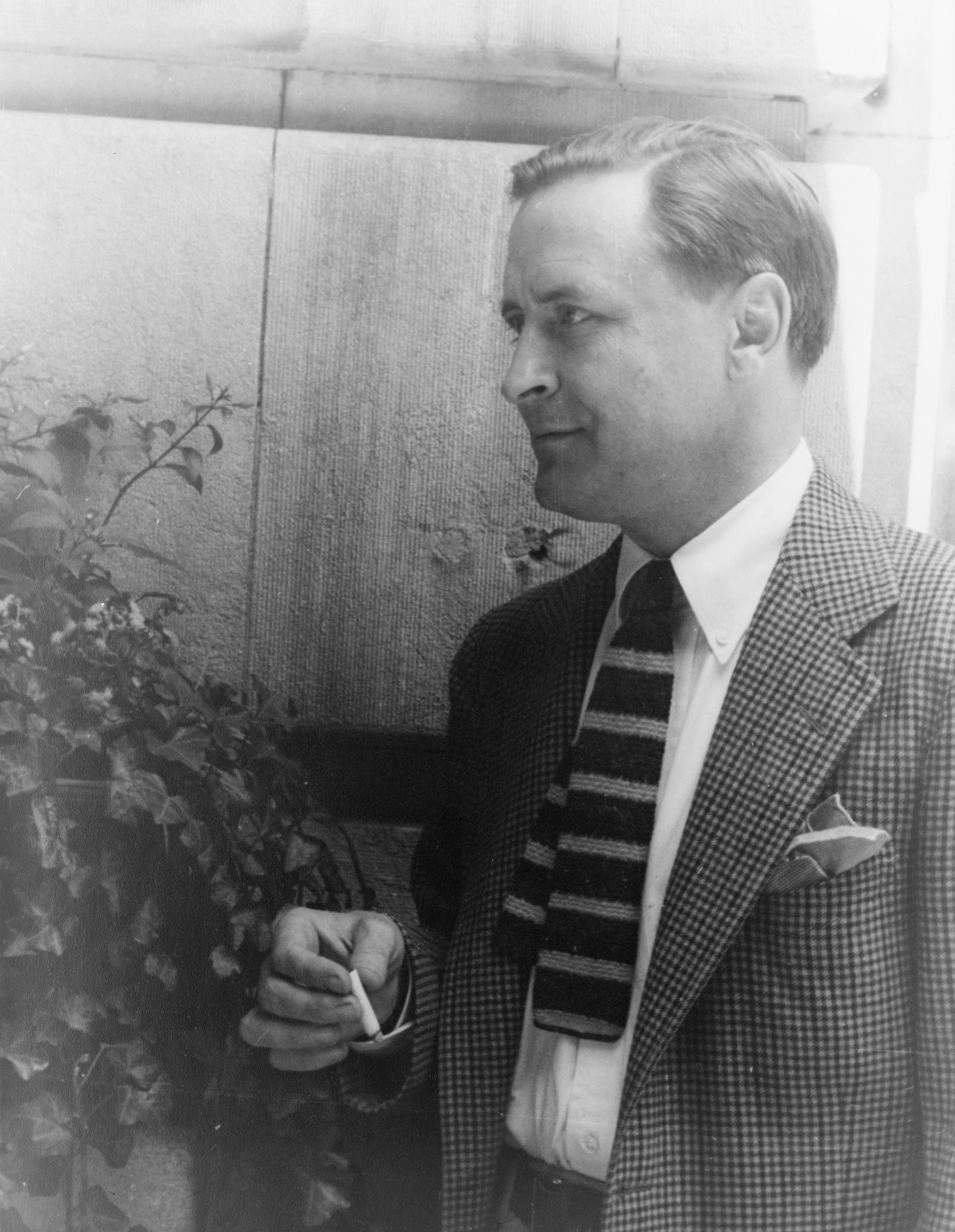
1937年6月のフィッツジェラルド

不運なスタートを切ったものの、グレアムはコラム「ハリウッド・トゥデイ（英: "Hollywood Today"）」の成功で、すぐに名声を獲得した。このコラムは第二次世界大戦の特派員を務めて1度中断されたことを除き、35年以上に渡って連載された。1966年の最盛期には178紙に掲載されたが、これはライバルのルエラ・パーソンズのものが100紙、ヘッダ・ホッパーのものが68紙に掲載されたことを考えると大きく引き離している。
グレアムは1937年6月にジョン・ギラムと離婚し、第7代ドニゴール侯爵ダーモット・チチェスターと婚約した。1ヶ月後、F・スコット・フィッツジェラルドと出会ったグレアムは一瞬で恋に落ち、ドニゴール侯爵との婚約を破棄した。フィッツジェラルドには、精神病院で療養している妻ゼルダがいたが既に疎遠となっており、ふたりは同棲を始め、フィッツジェラルドの死までこの関係を続けた。しかしながら、自著「The Rest of the Story」でも「どんなことがあろうと、彼の死までスコット・フィッツジェラルドを愛した女（英: a woman who loved Scott Fitzgerald for better or worse until he died）」と書いているように、グレアムは自分がフィッツジェラルドの「愛人」と見なされることには反発した。フィッツジェラルドは1940年12月、『ラスト・タイクーン』を執筆中、グレアムのアパートの居間で心臓発作を起こして倒れ、死去した。フィッツジェラルドは、カリフォルニア州ウェスト・ハリウッドにあるこのアパートに直前に移ったばかりだった。ふたりは3年半ほど共に過ごしただけだったが、グレアムの娘フェアリーは、彼女がフィッツジェラルドを忘れられなかったようだと伝えている。この3年間で、フィッツジェラルドはグレアムのために「教育課程」を作り、彼女を教え導いたが、自伝「A College of One」にもこの時のことが詳説されている。グレアムはフィッツジェラルドとの情事を書いて、1958年に「Beloved Infidel」を出版したが、この自伝は翌年に『悲愁』として映画化された。

### イギリス生活とアメリカへの帰化
フィッツジェラルドの死に当たり、社会的要求や怒濤の勢いだった人生から一休みしようと、グレアムはNANAのロンドン支局で海外特派員として働き始めた。ロンドン生活のおかげで、彼女はゴシップ関連ではなく、真面目なジャーナリストとしての能力を証明することになった。グレアムがイギリスから発信した最初の大仕事はジョージ・バーナード・ショーを相手にした綿密なインタビューで、続いてウィンストン・チャーチルへのインタビューも投稿された。ハリウッドからの短い逃避行は第二次世界大戦の終結まで続いた。
イギリス生活中に、グレアムはイギリス空軍向けに戦闘機スピットファイアを製造する会社を経営する、トレヴァー・ウェストブルック（英: Trevor Cresswell Lawrence Westbrook）に出会った。1941年遅くに彼女がアメリカへ戻った後、ふたりは結婚した。グレアムとウェストブルックの間には、ウェンディとロバートのふたりが生まれたが、夫婦はロバートが生まれた直後の1946年に離婚した。娘ウェンディは、自伝 "One of the Family" の中で、大人になってから自分の父親が、イギリスの哲学者アルフレッド・エイヤーだったことが分かったと述べている。またエイヤーは、ロバートの本当の父親が俳優のロバート・テイラーだったかもしれないとにおわせたとも言われている。
1947年8月に、グレアムはアメリカ合衆国の市民権を得て帰化し、1953年には3番目の夫 Stanley Wojtkiewiczと結婚した。彼女はこの夫について、後に「ポーランドにルーツを持った発音しにくい名前の」人物（英: [a man] "of Polish ancestry with an unpronounceable name"）と述べている。夫婦は2年の結婚生活の後離婚した。
海外特派員生活も母親業も、どちらも彼女の野心を妨げはしなかった。グレアムはコラム執筆再開にあたり、週額5,000ドルを要求したが、これは彼女が扱うスターの報酬にも匹敵するものだった。加えて、彼女は映画雑誌『フォトプレイ』へ定期投稿していたほか、ラジオ番組のパーソナリティも始めた。この番組は1951年にテレビ放送へと移行し、彼女はトーク・ショーの司会者として、論評やセレブへのインタビューを放送した。1952年から1953年にかけては、『バラエティ』誌で独立したゴシップ・コラムを書いたが、これは中身やスタイル、正確度への配慮などの点で、これまで彼女が大衆向けに書いてきたコラムとは一線を画していた。

## 晩年とその死
1969年4月、グレアムは連載していたコラムの名称と様式を変え、ハリウッドのゴシップへの大衆の関心が衰えつつあることに触れた。コラムは "Hollywood Everywhere" と改称され、内容にはセレブリティや有名人、様々な論評が含まれるようになった。彼女は1971年にコラムの最終回を書き終え、フロリダ州パームビーチへ移り住んだが、ここでもセレブリティとしてテレビ出演したり、雑誌にフリーランスで投稿したほか、9冊の本を書き上げている。
グレアムは1988年11月17日に、うっ血性心不全のためパームビーチで亡くなった。84歳没。

## 著作
- 1933年 - Gentleman-Crook. A Novel.
- タイトル不明の初期の小説。イギリスで1935年以前に出版
- 1958年 - Beloved Infidel: The Education of a Woman（ジェラルド・フランク（英: Gerold Frank）との共作）
- 1964年 - Rest of the Story: The Odyssey of a Modern Woman
- 1967年 - College of One: The Story of How F. Scott Fitzgerald Educated the Woman He Loved
- 1969年 - Confessions of a Hollywood Columnist
- 1969年 - Garden of Allah（クラウン版）
- 1972年 - A State of Heat（回想録）
- 1974年 - How to Marry Super Rich: Or, Love, Money and the Morning After
- 1975年 - For Richer, for Poorer
- 1976年 - The Real F. Scott Fitzgerald, Thirty-Five Years Later
- 1978年 - The Late Lily Shiel
- 1984年 - My Hollywood: A Celebration and a Lament
- 1985年 - Hollywood Revisited: A Fiftieth Anniversary Celebration

## フィルモグラフィ
| 映画   | 映画                                                          | 映画                                         | 映画                                      |
| 年     | 作品名                                                        | 役名                                         | 備考                                      |
| ------ | ------------------------------------------------------------- | -------------------------------------------- | ----------------------------------------- |
| 1939年 | That's Right - You're Wrong (en)                              | シーラ・グレアム（新聞コラムニスト・本人役） | クレジット無し                            |
| 1947年 | Jiggs and Maggie in Society (en)                              | 本人役                                       |                                           |
| 1950   | The Great Jewel Robber                                        | テレビ・コメンテーター                       | クレジット無し                            |
| 1959年 | 非情の青春 - Girls Town                                       | シスター・グレース (Sister Grace)            |                                           |
| テレビ |                                                               |                                              |                                           |
| 年     | 作品名                                                        | 役名                                         | 備考                                      |
| 1958年 | ボブ・カミングズ・ショー The Bob Cummings Show                | シーラ・グレアム（本人役）                   | 1話、ロバート・カミングス主演のシットコム |
| 1959年 | ジェネラル・エレクトリック・シアター General Electric Theater | セシリアおばさん / Aunt Cecilia              | 1話、ロナルド・レーガン主演のシリーズ     |